# Судзукі Дайсуке
Дайсуке Судзукі (яп. 鈴木 大輔, нар. 29 січня 1990, Токіо) — японський футболіст, захисник клубу «Хімнастік».
Виступав, зокрема, за клуби «Альбірекс Ніїгата» та «Касіва Рейсол», а також національну збірну Японії.

## Клубна кар'єра
Народився 29 січня 1990 року в місті Токіо. Розпочав займатись футболом в командах «Тейхенс» та «Серейо Хай Скул». У 2008 році потрапив до молодіжної команди «Альбірекс Ніїгата»
У дорослому футболі дебютував 2009 року виступами за команду клубу «Альбірекс Ніїгата», в якій провів чотири сезони, взявши участь у 57 матчах чемпіонату.
З 2013 року три сезони захищав кольори команди клубу «Касіва Рейсол». Більшість часу, проведеного у складі «Касіва Рейсол», був основним гравцем захисту команди.
На початку 2016 року приєднався до складу іспанського клубу «Хімнастік», що виступав у Сегунді. Відтоді встиг відіграти за клуб з Таррагони 8 матчів в національному чемпіонаті.

## Виступи за збірні
2006 року дебютував у складі юнацької збірної Японії, взяв участь у 2 іграх на юнацькому рівні.
Протягом 2007—2008 років залучався до складу молодіжної збірної Японії. На молодіжному рівні зіграв у 3 офіційних матчах.
2012 року залучався до складу олімпійської збірної Японії, разом з якою 2012 року виступав на Олімпійських іграх 2012 року у Лондоні. Всього за цю збірну зіграв у 16 офіційних матчах, забив 1 гол.
25 липня 2013 року дебютував в офіційних матчах у складі національної збірної Японії на Кубку Східної Азії проти збірної Австралії (3:2). Цей матч залишився єдиним для Судзукі на турнірі, який японці виграли вперше в своїй історії.
Наразі провів у формі головної команди країни 2 матчі.

## Титули і досягнення
- Володар Кубка Джей-ліги (1):

«Касіва Рейсол»: 2013
- Володар Кубка банку Суруга (1):

«Касіва Рейсол»: 2014
Збірні
- Переможець Юнацького (U-17) кубка Азії: 2006
- Переможець Азійських ігор: 2010
- Володар Кубка Східної Азії: 2013